# 髙村栞里
髙村 栞里（たかむら しおり、2002年6月30日 - ）は、共立女子大学に在学する日本の女子大生タレント。「FRESH CAMPUS CONTEST 2021」審査員特別賞。「オールナイトフジコ」（フジテレビ）に「フジコーズ」として出演（学生番号11番）。

## 来歴
小さい頃はすごく引っ込み思案だったが、家の中ではすごく明るく元気で、笑顔の写真ばかりの女の子だった。
外遊びも好きで、夏休みは毎年家族で地元のプールに行って真っ黒になるまで遊んでいた。
小さい頃からクラシックバレエを習っており、その発表会の時に今までたくさん練習してきたのに本番で思い通りに踊れなかったことが今までで最も悔しかったという。
2021年、「FRESH CAMPUS CONTEST 2021」に出場し、審査員特別賞を受賞。
2023年4月15日（14日深夜）からフジテレビ系列で生放送されているバラエティ番組「オールナイトフジコ」で番組内での現役女子大生によるユニット「フジコーズ」として活動。

## 人物
- 愛称はしおりん
- 趣味はミュージカルやバレエなどの音楽鑑賞・同じ映画やドラマを繰り返し見ること・字を書くこと[3]
- 好きな食べ物はお好み焼き
- 誇れるところは小さい頃から続けているクラシックバレエ[2]
- 初恋の相手は父親というほどの父親大好きっ子でもある
- 内気で臆病な性格ゆえに「オールナイトフジコ」の番組内で写真週刊誌「FLASH」に出演するフジコーズを決める際に手を挙げられず、視聴者に「やる気がないと思われるんじゃないか」と号泣した。
- 自身のX（旧:Twitter）に「自分陰キャすぎるのでしょうか」と投稿するほど悩んでいたが、「オールナイトフジコ」の番組内で誕生日を祝う企画としてTRFのDJ KOOが駆けつけ、彼の指導のもと、DJを経験するなどして陽キャへと変貌を遂げた[4][5]。

- 俳優の森愁斗の大ファンで「オールナイトフジコ」の番組内で誕生日のサプライズとして森が登場し、ツーショットトークを行った。
- 「オールナイトフジコ」番組内での演技企画での事前審査で最下位になり、生放送で別れ話をテーマにしたエチュードを披露したのだが、演技中に涙を流すなど意外な才能が開花した。
- 将来の夢は人を笑顔にできる仕事に就くこと。

## 出演

### テレビ
- オールナイトフジコ（2023年4月15日 - 、フジテレビ） - フジコーズとして
- 2023 FNS歌謡祭 第2夜（2023年12月13日、フジテレビ） - フジコーズとして
- マチコミ（2024年9月3日、テレビ埼玉）[6]

### ラジオ
- アッパレやってまーす!（2024年2月17日、MBSラジオ）[7]
- DJ Tomoaki's Radio Show!（下北FM、2024年3月14日）[8]

### その他
- アフィリア魔法学院放送部（2024年12月29日・2025年1月5日、超!A&G+）[9]

### イベント
- BIWAFES2024（2024年2月4日、ボートレースびわこ）
- オダイバ!!超次元音楽祭フユフェス2024（2024年2月24日・25日、ぴあアリーナMM）
- マイナビTOKYO GIRLS COLLECTION 2024 SPRING/SUMMER（2024年3月2日、代々木第一体育館）[10]
- AGESTOCK2024（2024年3月3日、代々木第一体育館）
- 富士SUPER TEC 24時間レース（2024年5月25日、富士スピードウェイ）
- TOKYO IDOL FESTIVAL 2024（2024年8月2日・3日、お台場・青海周辺エリア）

## その他の活動
- 女子大生リポーター・記者プロジェクト「scketto」参加中